# Baba (Táborská pahorkatina)
Baba (570 m n. m.) je zalesněný vrchol na širokém strukturním hřbetu v Ševětínské vrchovině. Leží na katastrálním území Vitína a Dobřejovic v okrese České Budějovice, zhruba kilometr severozápadně od obce Vitín a 2 km západně od městečka Ševětín.
Samotný vrchol leží nedaleko plotu Poněšické obory. Je zalesněný a nepřístupný veřejnosti. V blízkosti vrcholu se nacházejí dva slovanské mohylníky z raného středověku (8. až 9. století). Oba obsahují po 50 až 80 mohylách, uspořádaných do západovýchodních řad, a leží na veřejnosti přístupné straně obory. Panuje domněnka, že sloužily k pohřbívání nemajetného venkovského obyvatelstva (stejně jako prozkoumané mohyly v Kožlí u Orlíka). Největší mohyly mají 4 – 5 metrů v průměru a 2 metry na výšku. Mohylníky jsou zapsány v seznamu kulturních památek.

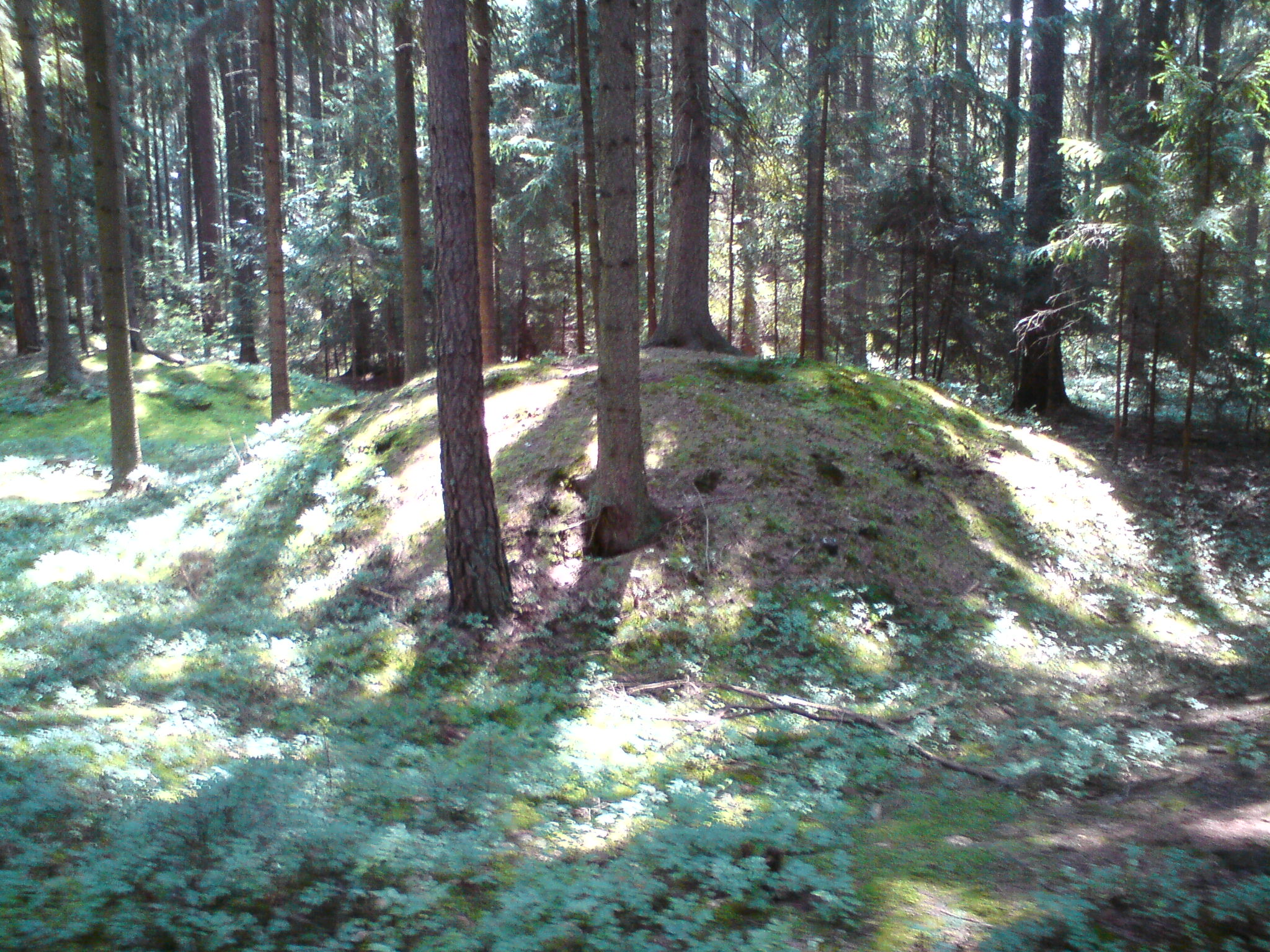
Mohyly na Babě